# Delmer Daves
Delmer Lawrence Daves (San Francisco, 24 luglio 1904 – La Jolla, 17 agosto 1977) è stato un regista e sceneggiatore statunitense.

## Biografia

### Gli inizi
Dopo essersi laureato in Giurisprudenza alla Stanford University ed aver recitato in teatro, entrò nel mondo del cinema nel 1927 come assistente di James Cruze. In seguito, lavorò a lungo come sceneggiatore per la MGM e la Warner Bros. e per registi come Leo McCarey, Archie Mayo e Frank Borzage. Nel 1938 si sposò con l'attrice Mary Lawrence che gli rimase accanto fino alla morte, avvenuta nel 1977.
Nel 1943 l'esordio alla regia con Destinazione Tokio, film di guerra con Cary Grant e John Garfield. Scrivendo le sceneggiature di quasi tutti i suoi lavori, Daves caratterizzò le sue opere con un tono volto al melodramma, trattato in maniera onesta e robusta, dove spesso lo scontro al centro della narrazione è quello tra bene e male, tra lealtà ed avidità.
In questa prima fase della sua carriera si distinguono due pellicole, entrambe del 1947:
- La casa rossa è un film insolito per l'epoca, uno psicodramma attraversato da un'incerta linea che separa la sessualità sana da quella malata ed è caratterizzato da un'interpretazione magistrale di Edward G. Robinson.
- La fuga invece è uno dei noir più memorabili di quel periodo d'oro per il genere. Tratto da La giungla umana dello "scrittore maledetto" David Goodis è ben costruito, con una celebre parte iniziale tutta girata in soggettiva fino al momento in cui, dopo un'operazione plastico-facciale, il protagonista si presenta con il volto di Humphrey Bogart che costituisce con Lauren Bacall una coppia perfetta di interpreti.

### I western
Ma è con il western che Daves negli anni cinquanta ha scritto pagine memorabili. Nell'arco del decennio ne girò ben nove. 
Subito il suo impatto col genere produsse il notevole L'amante indiana (1950) primo film di Hollywood in cui gli indiani non venivano trattati da selvaggi e che segnò la svolta nel modo in cui i nativi americani venivano visti dal cinema statunitense. Ottimi western furono anche Rullo di tamburi (1954), L'ultima carovana e Vento di terre lontane, entrambi del 1956.
Nel 1957 girò Quel treno per Yuma, pellicola interpretata da Glenn Ford e Van Heflin che ebbe un grande successo di pubblico e di cui è stato realizzato un remake nel 2007.
Daves confermò la sua predisposizione per il genere con altre due pellicole girate nel 1958: Cowboy e Gli uomini della terra selvaggia, una trasposizione nella frontiera di Giungla d'asfalto. Il suo ultimo film western è L'albero degli impiccati (1959), uno dei suoi migliori in assoluto, in cui conta più l'atmosfera che l'azione che, come sua consuetudine, tende al melodramma.

### Scandalo al solee i melò di fine carriera
Del 1960 è Scandalo al sole, il suo più grande successo di pubblico. Una gran confezione che attirò spettatori e fece anche scandalo per come veniva presentato il tema, fino ad allora nascosto dalla puritana Hollywood, dei primi approcci sessuali tra i giovani. La pellicola influenzò molto la moda del tempo, anche grazie all'azzeccato tema musicale di Max Steiner.
Dopo Scandalo al sole, Daves continuò a girare melodrammi imperniati per lo più sulla tematica del passaggio tormentato tra giovinezza ed età adulta ma, a parte l'apprezzabile Vento caldo (1961), con risultati sempre più insignificanti fino al modesto Accadde un'estate (1965) che fu il suo ultimo lavoro.

## Filmografia parziale

### Regista
- Destinazione Tokio (Destination Tokyo) (1943)
- The Very Thought of You (1944)
- Ho baciato una stella (Hollywood Canteen) (1944)
- C'è sempre un domani (Pride of the Marines) (1945)
- La casa rossa (The Red House) (1947)
- La fuga (Dark Passage) (1947)
- La donna del traditore (To the Victor) (1948)
- A Kiss in the Dark (1949)
- Aquile dal mare (Task Force) (1949)
- L'amante indiana (Broken Arrow) (1950)
- L'uccello di Paradiso (Bird of Paradise) (1951)
- Il figlio del Texas (Return of the Texan) (1952)
- Il tesoro dei condor (Treasure of the Golden Condor) (1953)
- Arrivò l'alba (Never Let Me Go) (1953)
- I gladiatori (Demetrius and the Gladiators) (1954)
- Rullo di tamburi (Drum Beat) (1954)
- Vento di terre lontane (Jubal) (1956)
- L'ultima carovana (The Last Wagon) (1956)
- Quel treno per Yuma (3:10 to Yuma) (1957)
- Cowboy (1958)
- Cenere sotto il sole (Kings Go Forth) (1958)
- Gli uomini della terra selvaggia (The Badlanders) (1958)
- L'albero degli impiccati (The Hanging Tree) (1959)
- Scandalo al sole (A Summer Place) (1959)
- Vento caldo (Parrish) (1961)
- Qualcosa che scotta (Susan Slade) (1961)
- Gli amanti devono imparare (Rome Adventure) (1962)
- Quella nostra estate (Spencer's Mountain) (1963)
- Scandalo in società (Youngblood Hawke) (1964)
- Accadde un'estate (The Battle of the Villa Fiorita) (1965)

### Sceneggiatore
- La regina Kelly (Queen Kelly), regia di Erich von Stroheim (1929) – non accreditato
- Fatemi la corte (So This Is College), regia di Sam Wood (1929)
- Fiamme sul mare (Shipmates), regia di Harry A. Pollard (1931)
- Divorce in the Family, regia di Charles Reisner (1932)
- Clear All Wires!, regia di George W. Hill (1933)
- No More Women, regia di Albert S. Rogell (1934)
- Abbasso le donne (Dames), regia di Ray Enright (1934) – soggetto e sceneggiatura
- Passeggiata d'amore (Flirtation Walk), regia di Frank Borzage (1934) – soggetto e sceneggiatura
- Il ponte (Stranded), regia di Frank Borzage (1935)
- Page Miss Glory, regia di Mervyn LeRoy (1935)
- L'ammiraglio (Shipmates Forever), regia di Frank Borzage (1935)
- Miss Pacific Fleet, regia di Ray Enright (1935)
- La foresta pietrificata (The Petrified Forest), regia di Archie Mayo (1936)
- Il nemico dell'impossibile (The Go Getter), regia di Busby Berkeley (1937)
- The Singing Marine, regia di Ray Enright (1937)
- La sua maniera d'amare (She Married an Artist), regia di Marion Gering (1937)
- Il prode faraone (Professor Beware), regia di Elliott Nugent (1938)
- Un grande amore (Love Affair), regia di Leo McCarey (1939)
- $1000 a Touchdown, regia di James P. Hogan (1939)
- The Farmer's Daughter, regia di James P. Hogan (1940)
- It All Came True, regia di Lewis Seiler (1940)
- Safari, regia di Edward H. Griffith (1940)
- Young America Flies, regia di B. Reeves Eason (1940)
- Unexpected Uncle, regia di Peter Godfrey (1941)
- The Night of January 16th, regia di William Clemens (1941)
- Non sei mai stata così bella (You Were Never Lovelier), regia di William A. Seiter (1942)
- La taverna delle stelle (Stage Door Canteen), regia di Frank Borzage (1943)
- Destinazione Tokio (Destination Tokyo), regia di Delmer Daves (1943)
- The Very Thought of You, regia di Delmer Daves (1944)
- Ho baciato una stella (Hollywood Canteen), regia di Delmer Daves (1944)
- C'è sempre un domani (Pride of the Marines), regia di Delmer Daves (1945)
- Ladies' Man, regia di William D. Russell (1947)
- La casa rossa (The Red House), regia di Delmer Daves (1947)
- La fuga (Dark Passage), regia di Delmer Daves (1947)
- Aquile dal mare (Task Force), regia di Delmer Daves (1949)
- L'uccello di Paradiso (Bird of Paradise), regia di Delmer Daves (1951)
- Il tesoro dei condor (Treasure of the Golden Condor), regia di Delmer Daves (1953)
- Rullo di tamburi (Drum Beat), regia di Delmer Daves (1954)
- La vergine della valle (White Feather), regia di Robert D. Webb (1955)
- Vento di terre lontane (Jubal), regia di Delmer Daves (1956)
- L'ultima carovana (The Last Wagon), regia di Delmer Daves (1956)
- Un amore splendido (An Affair to Remember), regia di Leo McCarey (1957)
- Scandalo al sole (A Summer Place), regia di Delmer Daves (1959)
- Vento caldo (Parrish), regia di Delmer Daves (1961)
- Qualcosa che scotta (Susan Slade), regia di Delmer Daves (1961)
- Gli amanti devono imparare (Rome Adventure), regia di Delmer Daves (1962)
- Quella nostra estate (Spencer's Mountain), regia di Delmer Daves (1963)
- Scandalo in società (Youngblood Hawke), regia di Delmer Daves (1964)
- Accadde un'estate (The Battle of the Villa Fiorita), regia di Delmer Daves (1965)
- Love Affair - Un grande amore (Love Affair), regia di Glenn Gordon Caron (1994)

### Attore
- Vita nuova (Three Sinners), regia di Rowland V. Lee (1928)
- The Bishop Murder Case, regia di Nick Grinde (1930)
- Good News, regia di Nick Grinde (1930)
- Fiamme sul mare (Shipmates), regia di Harry A. Pollard (1931)

### Scenografo
- I pionieri (The Covered Wagon), regia di James Cruze (1923) – oggetti di scena